# 基督合一性論
合一性論（希臘語：μιαφυσιτισμός），又稱合性論，是東方正統教會，包括埃塞俄比亞正统合性教會、厄立特里亚正統合性教會、亞歷山大科普特正教會、敘利亞東方正統教會、印度正教会和亚美尼亚使徒教会主张的基督论观点。不同於451年迦克墩公会议的耶稣是二性存于一人，即有人性也有神性的說法，合一性論主張基督的神性和人性兩種性質，聯合爲一種復合的性質，但神與人不同的特性沒有分裂，沒有混合，也沒有變化，基于亞歷山大的區利羅的表述：「成肉身的神、道的一個性質」（μία φύσις τοῦ θεοῦ λόγου σεσαρκωμένη）。
合一性論经常被認爲並稱作單一性论，並因此受指責與非議。合一性论者同樣谴责欧迪奇的單一性论爲異端。